# Diocesi di Chalan Kanoa
La diocesi di Chalan Kanoa (in latino Dioecesis Vialembensis) è una sede della Chiesa cattolica negli Stati Uniti d'America suffraganea dell'arcidiocesi di Agaña. Nel 2023 contava 39.500 battezzati su 49.551 abitanti. È retta dal vescovo Romeo (Romy) Duetao Convocar.

## Territorio
La diocesi comprende l'arcipelago delle Isole Marianne Settentrionali, un commonwealth in unione politica con gli Stati Uniti d'America, posto nell'Oceano Pacifico occidentale. Consiste di 14 isole, che si trovano tra le Hawaii e le Filippine.
Sede vescovile è la città di Chalan Kanoa, nell'isola di Saipan, dove si trova la cattedrale di Nostra Signora del Monte Carmelo.
Il territorio si estende su 184 km² ed è suddiviso in 13 parrocchie.

## Storia
La prima circoscrizione cattolica autonoma sul territorio della presente diocesi fu la prefettura apostolica delle Isole Marianne, eretta il 17 settembre 1902 con il breve Quae mari sinico di papa Leone XIII, ricavandone il territorio dall'arcidiocesi di Cebu. Questa decisione fu confermata da papa Pio X con il breve Inter insulas del 1º ottobre 1906 e ancora con il decreto Marianas insulas di Propaganda Fide del 18 giugno 1907.
La prefettura apostolica era costituita da due unità amministrative distinte: l'isola di Guam, che fin dal 1898 apparteneva agli Stati Uniti d'America, e le isole Marianne Settentrionali, vendute dalla Spagna alla Germania nel 1899.
Il 1º marzo 1911, in virtù di due brevi di Pio X, la prefettura apostolica fu di fatto soppressa: l'isola di Guam divenne un vicariato apostolico indipendente, oggi arcidiocesi di Agaña (breve Ex hac quam divinitus); le altre isole furono annesse alla prefettura apostolica delle Isole Caroline, che contestualmente fu elevata al rango di vicariato apostolico con il nome di vicariato apostolico delle Isole Caroline e Marianne, oggi diocesi delle Isole Caroline (breve Quae Catholico nomini). 
Il 4 luglio 1946 il territorio delle isole Marianne Settentrionali fu ceduto al vicariato apostolico di Guam, elevato a diocesi con il nome di diocesi di Agaña nel 1965 e poi ad arcidiocesi l'8 marzo 1984.
Infine l'8 novembre 1984, con la bolla Properamus Nos di papa Giovanni Paolo II, le isole Marianne Settentrionali tornarono nuovamente una circoscrizione indipendente con l'erezione dalla diocesi di Chalan Kanoa, ricavandone il territorio dall'arcidiocesi di Agaña, di cui la nuova diocesi è stata resa suffraganea.

## Cronotassi dei vescovi
Si omettono i periodi di sede vacante non superiori ai 2 anni o non storicamente accertati.
- Thomas Aguon Camacho † (8 novembre 1984 - 6 aprile 2010 ritirato)
  - Sede vacante (2010-2016)[2]
- Ryan Pagente Jimenez (24 giugno 2016 - 6 luglio 2024 nominato arcivescovo di Agaña)[3]
- Romeo (Romy) Duetao Convocar, dal 25 novembre 2024

## Statistiche
La diocesi nel 2023 su una popolazione di 49.551 persone contava 39.500 battezzati, corrispondenti al 79,7% del totale.
| anno | popolazione | popolazione | popolazione | presbiteri | presbiteri | presbiteri | presbiteri                | diaconi | religiosi | religiosi | parrocchie |
| anno | battezzati  | totale      | %           | numero     | secolari   | regolari   | battezzati per presbitero | diaconi | uomini    | donne     | parrocchie |
| ---- | ----------- | ----------- | ----------- | ---------- | ---------- | ---------- | ------------------------- | ------- | --------- | --------- | ---------- |
| 1990 | 47.300      | 56.189      | 84,2        | 10         | 8          | 2          | 4.730                     | 3       | 2         | 14        | 9          |
| 1999 | 53.066      | 66.559      | 79,7        | 14         | 12         | 2          | 3.790                     | 2       | 2         | 36        | 11         |
| 2000 | 53.066      | 66.559      | 79,7        | 13         | 11         | 2          | 4.082                     | 2       | 2         | 32        | 11         |
| 2001 | 53.066      | 66.559      | 79,7        | 13         | 11         | 2          | 4.082                     | 2       | 2         | 28        | 11         |
| 2002 | 43.000      | 71.850      | 59,8        | 14         | 11         | 3          | 3.071                     | 1       | 3         | 36        | 11         |
| 2003 | 43.000      | 71.850      | 59,8        | 15         | 12         | 3          | 2.866                     | 1       | 3         | 24        | 14         |
| 2004 | 43.000      | 71.850      | 59,8        | 19         | 16         | 3          | 2.263                     | 1       | 3         | 28        | 18         |
| 2006 | 43.000      | 71.850      | 59,8        | 18         | 17         | 1          | 2.388                     |         | 4         | 32        | 12         |
| 2013 | 43.000      | 71.850      | 59,8        | 14         | 13         | 1          | 3.071                     |         | 1         | 16        | 12         |
| 2016 | 43.000      | 71.850      | 59,8        | 13         | 12         | 1          | 3.307                     |         | 8         | 17        | 12         |
| 2019 | 44.700      | 74.740      | 59,8        | 15         | 12         | 3          | 2.980                     | 5       | 3         | 16        | 13         |
| 2021 | 46.100      | 77.160      | 59,7        | 15         | 9          | 6          | 3.073                     | 5       | 6         | 13        | 13         |
| 2023 | 39.500      | 49.551      | 79,7        | 11         | 6          | 5          | 3.590                     | 5       | 5         | 12        | 13         |